# Boluspor
Boluspor is een in 1965 opgerichte Turkse voetbalclub uit de bosrijke stad Bolu, waar ook het nationaal park Abant ligt. De clubkleuren zijn rood en wit. De thuisbasis is het Bolu Atatürkstadion.
Boluspor heeft meerdere malen in de Süper Lig gevoetbald (bij elkaar opgeteld 20 seizoenen), voor het laatst in 1991-1992. De beste prestatie werd behaald in 1973-1974 toen de club derde van Turkije werd. Verder stond Boluspor in het seizoen 1980-1981 in de finale van de Turkse Beker.

Bolu ligt in de Zwarte Zeeregio.

## Geschiedenis

### Oprichting
Boluspor is op 28 december 1965 ontstaan uit de fusie van twee clubs. Deze clubs luisterden naar de naam Bolu Gençlik Birliği (van 1946) en Abantspor (van 1954). In het seizoen 1969-1970 werd de club kampioen in de 2. Lig (nu TFF 1. Lig), en promoveerde zo dus naar de 1. Lig (nu bekend als Süper Lig). Dit was de eerste keer dat Boluspor de hoogste divisie van Turkije bereikte. Daar verbleef de club negen jaar, en degradeerde uiteindelijk in het seizoen 1978-1979 terug naar 2. Lig. Meteen een jaar daarna promoveert de club terug naar de Süper Lig. Dat seizoen in 1980 bereikt de club ook de finale van de Turkse beker. Hierin werd in de eerste wedstrijd met 2-1 verloren van Ankaragücü en de tweede wedstrijd werd met 0-0 gelijkgespeeld, waardoor ze de beker niet naar Bolu mochten meenemen. In 1984-1985 degradeert de club terug naar de 2de divisie. Het opvolgende seizoen in 1985-86 promoveert de club terug naar de hoogste divisie van het land. In 1992 degradeert de club weer naar 1. Lig, en in 1996 degradeert de club ook van daar naar de 2. Lig. Meteen een jaar daarachter promoveert de club terug naar 1. Lig. In 2001 degradeert de club terug naar de derde divisie van Turkije. Een jaar daarna in 2002 degradeert de club zelfs naar het vierde klasse. In het seizoen 2004-2005 promoveert de club weer naar de derde divisie. Sinds 2007 speelt Boluspor in de TFF 1. Lig.

### Gespeelde divisies
Süper Lig: 1970-1979, 1980-1985, 1986-1992
TFF 1. Lig: 1966-1970, 1979-1980, 1985-1986, 1992-1996, 1997-2001, 2007-
Spor Toto 2. Lig: 1996-1997, 2001-2002, 2005-2007
Spor Toto 3. Lig: 2002-2005

## Boluspor in Europa
Uitslagen vanuit gezichtspunt Boluspor
| Seizoen | Competitie | Ronde | Land                          | Club             | Totaalscore | 1e W    | 2e W    | PUC |
| ------- | ---------- | ----- | ----------------------------- | ---------------- | ----------- | ------- | ------- | --- |
| 1974/75 | UEFA Cup   | 1R    | Vlag van Roemenië (1965-1989) | Dinamo Boekarest | 0-4         | 0-1 (T) | 0-3 (U) | 0.0 |

## Bekende (oud-)spelers
- Renato Arapi
- Deniz Aslan
- Wilfried Dalmat
- Rıdvan Dilmen
- Gökhan Emreciksin
- Alvin Fortes
- Anco Jansen
- Sinan Kaloğlu
- Ömer Kulga
- Alim Öztürk
- Rydell Poepon
- Jonathan Reis
- André Santos
- Fatih Turan
- Mitchell te Vrede
- Murat Yildirim
- Ismail Yıldırım
- Yaser Yıldız

## Trainers
- 1970-71: Constantin Dinca
- 1971-72: Kadri Aytaç
- 1972-75: Valeriu Neagu
- 1975-76: Galip Türkan
- 1976-77: Valeriu Neagu
- 1977-78: Gürsel Aksel
- 1978-79: Fethi Demircan
- 1979-80: Galip Türkan
- 1979-80: Mehmet Başaygün
- 1979-81: Cahit Sinan
- 1981-83: Nevzat Güzelırmak
- 1983-84: Cahit Sinan
- 1983-84: Erdem Tuğal
- 1984-85: Cahit Sinan
- 1984-85: Mehmet Başaygün
- 1986-87: Valeriu Neagu
- 1986-87: Çetiner Erdoğan
- 1986-89: Mehmet Başaygün
- 1988-89: Çetiner Erdoğan
- 1989-90: Mehmet Başaygün
- 1989-90: Şenol Güneş
- 1990-91: Tınaz Tırpan
- 1990-92: Şenol Güneş
- 2006-07: Kemal Kılıç
- 2006-07: Ali Günes
- 2007-09: Serhat Güller
- 2009-10: Coşkun Demirbakan, Mustafa Uğur, Cüneyt Karakuş
- 2010-11: Levent Eriş, Hüsnü Özkara
- 2011-12: Cihat Arslan, Özcan Kızıltan, Bahri Kaya
- 2012-12: Serhat Güller
- 2012-13: Oğuz Çetin
- 2013-14: Ali Beykoz, Besim Durmuş, Engin Korukır, Yılmaz Özen
- 2014-15: Reha Kemal Erginer
- 2015-16 : Cüneyt Karakuş, Fatih Tekke
- 2016-heden: Fuat Çapa